# Rangen
Rangen település Franciaországban, Bas-Rhin megyében. Lakosainak száma 209 fő (2022. január 1.). Rangen Hohengœft, Knœrsheim, Willgottheim, Zehnacker és Zeinheim községekkel határos.

## Népesség
A település népessége az elmúlt években az alábbi módon változott:
| Lakosok száma | 201  | 207  | 208  | 198  | 191  | 183  | 197  | 195  | 209  |
|               | 2013 | 2015 | 2016 | 2017 | 2018 | 2019 | 2020 | 2021 | 2022 |